# Amt Kirchspielslandgemeinden Eider
L’ amt Kirchspielslandgemeinden Eider est un amt, c'est-à-dire une forme d'intercommunalité du Schleswig-Holstein, dans l'arrondissement de Dithmarse, dans le Nord de l'Allemagne. Il regroupe 34 municipalités et 18 658 habitants (31/12/2019).

## Source de la traduction
- (de) Cet article est partiellement ou en totalité issu de l’article de Wikipédia en allemand intitulé « Amt Kirchspielslandgemeinden Eider » (voir la liste des auteurs).